# Gunno Dahlstierna
Gunno Dahlstierna, ursprungligen Eurelius, född 7 september 1661 i Örs socken i Dalsland, död 7 september 1709 i Stralsund, var en svensk lantmätare och skald, adlad 1702. Han var son till kontraktsprosten Andreas Eurelius och Margareta Bluthera. Han var gift med Anna Schlomann från Stralsund.

## Biografi
Dahlstierna blev student vid Uppsala universitet 1677 och inspirerades av Olof Rudbeck att från 1681 engagera såsom lantmätare i Livland, med särskilt uppdrag att kartlägga detta landskaps område och gränser, och begav sig 1685 till Tyskland, där han studerade vid flera universitet, bland annat i Leipzig, där han (1687) försvarade en avhandling, De electro, på sådant sätt, att en professur erbjöds honom. Han återvände det oaktat till Sverige, där han 1690 utnämndes till lantmäteriinspektör. Från 1691 var hans verksamhet förlagd till Pommern, även sedan han 1699 utnämnts till direktör för svenska lantmäteriet. Genom hans försorg fick Pommern ordentliga och tydliga kartor.
Som skald ägnade han sig åt patriotisk diktning, inspirerad av tyska och italienska förebilder. Han skildrar gärna sin hembygd i Dalsland och då med idylliska förtecken i barockens anda och inspirerad av Rudbecks göticism. Man hittar då dalslandsdialekt i texterna. Han räknas därigenom som Sveriges förste skald med provinsiell präglad diktning, den förste hembygdsdiktaren och är kanske mest formfulländad i dessa texter. Främst är han dock en politisk diktare som hyllade kung och fosterland. 
Populär blev hans 116 strofer långa folkviseliknande dikt "Giöta kiämpa-wisa om kåningen och härr Pädar" (omkring 1701) dvs om konungen (Karl XII) och tsar Peter av Ryssland som i en allegori visar hur den vackra jungfrun Narva avvisar friaren Peter närgångna inviter eller påträngande propåer och räddas av sin trolovade kung Karl. Hans dikt "Swea lands frids-frögd i Saxen" brukar kallas "Saxa-kalaas" (1707) skildar Karl XII:s krigshändelser i Sachsen och fördraget i Altranstädt. Ett typiskt exempel på svensk barockdiktning är hans 268 strofer långa dikt "Kunga-Skald" (1698) som är en äredikt till den döde kung Karl XI, där riksdagen med adel, präster borgare och bönder talar till kungen.
Dahlstierna har gett namn åt Dahlstiernska gymnasiet i Melleruds kommun.